# Mặc nưa
Mặc nưa hay mắc nưa, mạc nưa hoặc mac leua (danh pháp hai phần: Diospyros mollis) là một loài cây mộc cỡ trung bình thuộc chi Thị. Mặc nưa phổ biến ở miền Nam Việt Nam, Campuchia, Lào, Thái Lan và Myanmar.

## Miêu tả
Lá mặc nưa khá dày, nhẵn mặt, nhọn mũi, dài khoảng 5–12 cm. Sắc hoa vàng nhạt. Hoa đực mọc thành chùm 1-3 bông. Hoa cái mọc đơn.
Trái mặc nưa hình cầu, màu xanh, khoảng 1–2 cm đường kính. Mỗi trái chỉ có một hột.

## Sử dụng
Trái mặc nưa có nhiều tannin, theo công nghệ cổ truyền thì dùng để nhuộm vải màu đen.